# Navarro (Teksas)
Navarro je gradić u američkoj saveznoj državi Teksas. Prema popisu stanovništva iz 2010. u njemu je živjelo 210 stanovnika.